# Comuna Berejînți, Teofipol
Berejînți (în ucraineană Бережинці) este o comună în raionul Teofipol, regiunea Hmelnîțkîi, Ucraina, formată din satele Berejînți (reședința) și Ridka.

## Demografie
Componența lingvistică a comunei Berejînți
     Ucraineană (97,99%)
     Rusă (1,65%)
     Alte limbi (0,36%)
Conform recensământului din 2001, majoritatea populației comunei Berejînți era vorbitoare de ucraineană (97,99%), existând în minoritate și vorbitori de rusă (1,65%).